# Habitabilité d'une planète

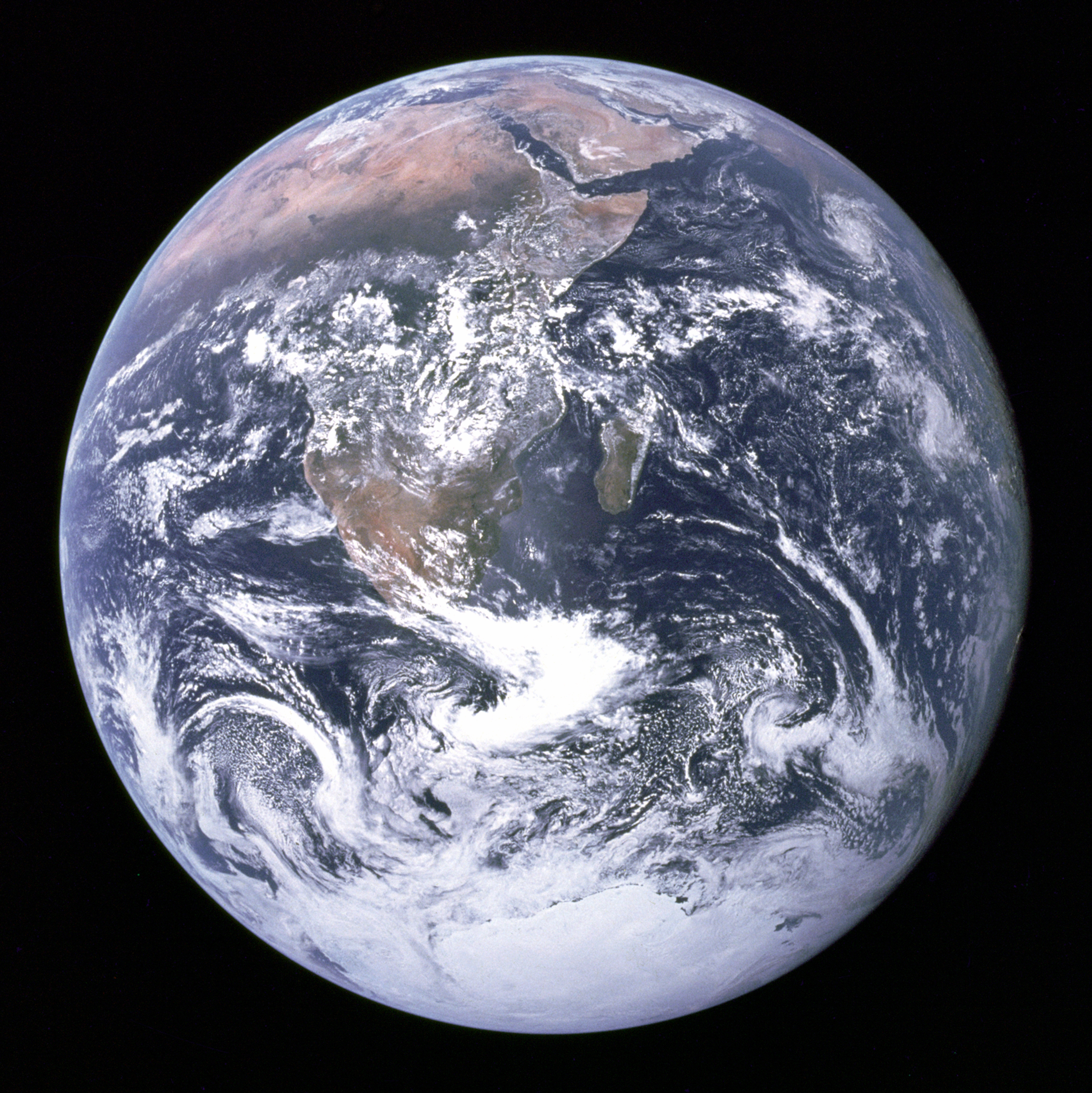
Déterminer l'habitabilité d'une planète correspond en partie à extrapoler les conditions terrestres, car c'est la seule planète sur laquelle l'existence de la vie est connue.

La Terre et les autres planètes du système solaire, par rapport à 500+ planètes extrasolaires et l'existence de l'eau pour soutenir l'habitabilité. L'emplacement des planètes par rapport à l'axe vertical indique la taille des planètes par rapport à la Terre, et par rapport à la distance horizontale des planètes de l'étoile principale dans le système solaire.

L'habitabilité d'une planète est la mesure de la capacité d'un corps astronomique à développer et accueillir la vie. Cette notion peut donc être notamment utilisée à la fois pour les planètes et leurs satellites naturels.
D'après les connaissances acquises par l'étude de la biologie terrestre, les éléments nécessaires au maintien de la vie sont une source d'énergie couplée à de la matière mobilisable, sachant que différents modèles sont proposés à l'appui de l'origine de la vie. Cependant, la notion d'habitabilité comme « possibilité d'accueillir la vie » est intrinsèquement limitée par la comparaison aux conditions biologiques terrestres, ce qui implique que plusieurs autres critères d'ordre géophysique, géochimique et astrophysique soient respectés. Dans la mesure où l'existence d'une vie extraterrestre est inconnue, l'habitabilité d'une planète est en grande partie une extrapolation des conditions terrestres et des caractéristiques générales qui apparaissent favorables au développement de la vie au sein du Système solaire. L'eau liquide est notamment considérée comme un élément indispensable à un écosystème viable. La recherche dans ce domaine relève donc à la fois de la planétologie et de l'astrobiologie.
L'idée que des planètes autres que la Terre puissent accueillir la vie est ancienne. Au cours de l'histoire, le débat a été autant philosophique que scientifique. La fin du XXe siècle a été le théâtre de deux découvertes majeures. Tout d'abord, l'observation et l'exploration par des sondes de planètes et satellites du Système solaire ont fourni des informations essentielles qui ont permis de définir des critères d'habitabilité et des comparaisons géophysiques entre la Terre et les autres corps célestes. D'autre part, la découverte de planètes extrasolaires, qui a débuté en 1995 et s'est accélérée depuis, a été le second tournant important. Elle a confirmé que le Soleil n'est pas la seule étoile à abriter des planètes et a élargi le champ des recherches sur l'habitabilité au-delà du Système solaire.

## Systèmes planétaires appropriés
Définir la notion d’« habitabilité d'une planète » commence par l'étude des étoiles. L'habitabilité d'une planète dépend en effet en grande partie des caractéristiques du système planétaire (et donc de l'étoile) qui l'abrite. Lors du projet Phoenix du programme SETI, les scientifiques Margaret Turnbull et Jill Tarter développèrent la notion d'HabCat (pour Catalogue de systèmes stellaires habitables) en 2002. Le catalogue fut constitué en extrayant les 120 000 étoiles les plus proches de la Terre du catalogue Hipparcos. Ensuite, une sélection plus précise a permis d'isoler 17 000 HabStars. Le choix des critères fut un bon point de départ pour comprendre quelles caractéristiques astrophysiques sont nécessaires pour accueillir des planètes habitables.

### Classe spectrale
La classe spectrale d'une étoile indique la température de la photosphère, qui pour les étoiles de la séquence principale est liée à leur masse. On estime actuellement que le domaine spectral approprié pour les étoiles susceptibles d'accueillir des systèmes abritant la vie (HabStars) va du début de la classe « F » ou « G » jusqu'à « mi-K ». Cela correspond aux températures allant d'un peu plus de 7 000 K à un peu plus de 4 000 K. Le Soleil, étoile de la classe G2, est à dessein au milieu de ce domaine. Les étoiles de ce type ont un certain nombre de particularités qui sont importantes du point de vue de l'habitabilité des planètes :
- Elles brûlent au moins quelques milliards d'années, ce qui laisse suffisamment de temps à la vie pour se développer. Les étoiles de la séquence principale plus lumineuses, celles des classes « O », « B » et « A », brûlent en général moins d'un milliard d'années et dans certains cas moins de 10 millions d'années[3],[note 1].

- Elles émettent suffisamment de rayons ultraviolets pour initier d'importantes réactions dans l'atmosphère, telles que la formation de l'ozone, mais pas trop, car cela détruirait la vie[4].
- L'eau liquide peut exister à la surface de planètes orbitant à une distance qui n'entraine pas de rotation synchrone (voir la section suivante et 3.1).

Ces étoiles ne sont ni « trop chaudes », ni « trop froides », et brûlent suffisamment longtemps pour que la vie ait une chance d'y apparaître. Ce type d'étoiles constitue probablement 5 à 10 % des étoiles de notre galaxie. Par contre, la question de savoir si les étoiles moins lumineuses, c'est-à-dire celles entre la fin de la classe K et la classe M (les naines rouges), sont également susceptibles d'accueillir des planètes habitables reste ouverte. Elle est cependant cruciale, car la majorité des étoiles sont de ce type.

### Zone habitable stable
La zone habitable (HZ en anglais) est un domaine théorique à proximité de l'étoile au sein duquel toutes les planètes présentes pourraient disposer d'eau liquide à leur surface. Après une source d'énergie, l'eau liquide est considérée comme l'élément le plus important pour la vie, en grande partie en raison du rôle qu'elle joue sur Terre. Il est possible que cela ne soit que le reflet d'un biais dû à la dépendance à l'eau des espèces terrestres. Si des formes de vie étaient découvertes sur des planètes dont l'eau est absente (par exemple, dans de l'ammoniac), la notion de zone habitable devrait être profondément révisée et même entièrement écartée car trop restrictive.
Une zone habitable « stable » présente deux particularités. Premièrement, sa localisation doit peu varier au cours du temps. La luminosité des étoiles augmente avec leur âge et une zone habitable donnée s'écarte de l'étoile au fur et à mesure. Si cette migration est trop rapide (par exemple, pour une étoile super-massive), les planètes ne sont dans la zone habitable que pour une très courte durée, ce qui réduit considérablement la probabilité que la vie s'y développe. Déterminer la zone habitable et son déplacement au cours de la vie de l'étoile est très difficile : des rétroactions, telles que celles dues au cycle du carbone ont tendance à compenser l'impact de l'augmentation de la luminosité. Ainsi, de même que l'évolution de l'étoile, les hypothèses faites sur les conditions atmosphériques et la géologie de la planète ont une très grande influence sur le calcul d'une zone habitable. Ainsi, les paramètres proposés pour calculer la zone habitable du Soleil ont fortement varié tandis que cette notion se développait.
Ensuite, aucun corps de masse importante tel qu'une planète gazeuse géante ne doit être présent dans la zone habitable ou à proximité de celle-ci : sa présence pourrait empêcher la formation de planètes telluriques. Si, par exemple, Jupiter était apparue dans la région qui est actuellement entre les orbites de Vénus et la Terre, celles-ci n'auraient probablement pas pu se former (sauf en tant que satellite de cette planète). Si à une certaine époque, les scientifiques supposaient que la combinaison planète tellurique sur les orbites intérieures - planètes géantes gazeuses sur les orbites extérieures était la norme, les découvertes récentes de planètes extrasolaires ont contredit cette hypothèse. De nombreuses planètes gazeuses géantes (Jupiter chaude) ont été trouvées sur des orbites proches de leur étoile, annihilant toute zone habitable potentielle. Les données actuelles sur les planètes extrasolaires sont probablement biaisées car les grosses planètes ayant des orbites excentriques et proches de l'étoile sont plus faciles à trouver que les autres. À ce jour, il n'a pas encore été possible de déterminer quel type de système planétaire est le plus courant.

### Faible variation de luminosité
Toutes les étoiles connaissent des variations de luminosité, mais l'amplitude de ces fluctuations est très différente d'une étoile à l'autre. La plupart des étoiles sont relativement stables, mais une minorité significative d'entre elles est variable et présente souvent de soudaines et intenses augmentations de luminosité. Par conséquent, la quantité d'énergie radiative que reçoivent les corps en orbite connait de brusques variations. Ces dernières sont donc de mauvaises candidates pour accueillir des planètes capables d'accueillir la vie dans la mesure où les forts changements de flux énergétiques auraient un impact négatif sur la survie des organismes. Par exemple, des êtres vivants adaptés à un domaine de température particulier auraient probablement du mal à survivre à d'importantes variations de température. De plus, les sursauts de luminosité sont généralement accompagnés par l'émission de doses massives de rayons gamma et de rayons X, radiations qui pourraient être létales. L'atmosphère des planètes pourrait atténuer de tels effets (une augmentation de 100 % de la luminosité solaire, soit un doublement, n'implique qu'une augmentation primaire de « seulement » ~20 % de la température (absolue) sur Terre, soit ~50 °C), mais il est également possible que de telles planètes ne soient pas capables de retenir leur atmosphère car les fortes radiations la frappant à répétition pourraient la disperser.
Le Soleil ne connait pas ce type de variations : au cours du cycle solaire, l'écart entre les luminosités minimum et maximum est d'environ 0,1 %. Il existe des preuves importantes (et contestées) que les changements de luminosité du Soleil, bien que mineurs, ont eu un effet significatif sur le climat terrestre durant la période historique. Le petit âge glaciaire pourrait avoir été causé par la diminution de la luminosité solaire sur une longue durée. Ainsi, il n'est pas nécessaire qu'une étoile soit une étoile variable pour que ses changements de luminosité affectent l'habitabilité. Parmi les analogues solaires connus, celui qui ressemble le plus fortement au Soleil est 18 Scorpii. La grande différence entre les deux étoiles est l'amplitude du cycle solaire qui est bien plus grande sur 18 Scorpii, ce qui diminue considérablement la probabilité que la vie puisse se développer sur son orbite.

### Métallicité élevée
Si les éléments les plus abondants dans une étoile sont toujours l'hydrogène et l'hélium, il existe une grande variation dans la quantité d'éléments métalliques (en astronomie, on appelle « métal » ou qualifie de « métallique » tout élément plus lourd que l'hélium) qu'elles contiennent. Une proportion élevée de métaux dans une étoile correspond à la quantité d'éléments lourds présents dans le disque protoplanétaire initial. D'après la théorie de formation des systèmes planétaires au sein des nébuleuses solaires, une faible quantité de métaux dans l'étoile diminue significativement la probabilité que des planètes se forment autour. Toute planète s'étant formée autour d'une étoile pauvre en métaux est probablement de faible masse, et par là même serait défavorable à la vie. Des études spectroscopiques de systèmes dans lesquels des exoplanètes ont été trouvées confirment la relation entre un taux élevé en métaux et la formation de planètes : « les étoiles avec des planètes, ou du moins avec des planètes similaires à celles que nous trouvons actuellement, sont clairement plus riches en métaux que les étoiles sans compagnon planétaire ». L'influence de la métallicité est discriminante quant à l'âge potentiel des étoiles habitables : les étoiles formées au début de l'histoire de l'univers ont des faibles taux de métaux et une probabilité correspondante d'accueillir des compagnons planétaires.

### Systèmes binaires

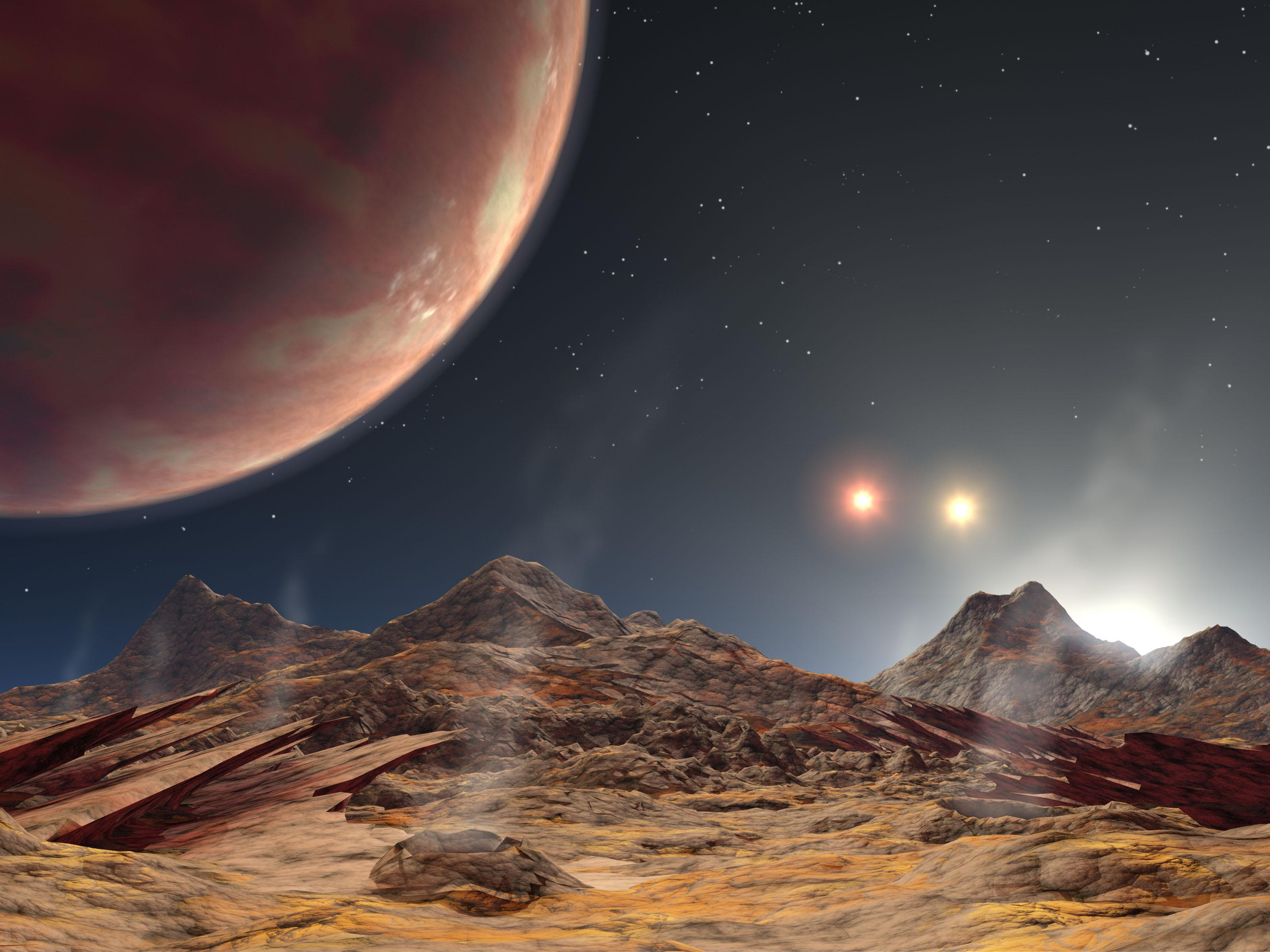
Vue d'artiste des trois étoiles de l'exoplanète HD 188753 Ab.

Les estimations actuelles suggèrent qu'au moins la moitié des étoiles sont dans des systèmes binaires, ce qui complique sérieusement la délimitation de la notion d'habitabilité. La distance entre les deux étoiles d'un système binaire est comprise entre une unité astronomique et quelques centaines. Si la séparation entre les deux étoiles est grande, l'influence gravitationnelle de la seconde étoile sur une planète tournant autour de la première étoile sera négligeable : son habitabilité n'est pas modifiée à moins que l'orbite soit fortement excentrique (voir hypothèse de Némésis par exemple). Cependant, lorsque les deux étoiles sont plus rapprochées, la planète ne pourrait avoir une orbite stable. Si la distance entre une planète et son étoile principale excède un cinquième de la distance minimale entre les deux étoiles, la stabilité orbitale de la planète n'est pas garantie. Il n'est pas sûr que les planètes puissent se former dans un système binaire car les forces gravitationnelles pourraient gêner la formation des planètes. Des travaux théoriques d'Alan Boss du Carnegie Institute ont montré que des géantes gazeuses peuvent se former autour des étoiles de systèmes binaires de façon similaire à leur formation autour des étoiles solitaires.
Alpha du Centaure, l'étoile la plus proche du Soleil, souligne le fait que les étoiles binaires ne doivent pas être systématiquement écartées lors de la recherche de planètes habitables. Centauri A et B ont une distance minimale de 11 UA (23 UA en moyenne) et toutes deux devraient avoir des zones habitables stables. Une simulation de la stabilité orbitale à long terme de planètes dans ce système montre que des planètes situées à environ 3 UA d'une des deux étoiles peuvent rester sur une orbite stable (c’est-à-dire que le demi-grand axe dévie de moins de 5 %). La zone habitable de Centauri A serait au moins de 1,2 à 1,3 UA et celle de Centauri B de 0,73 à 0,74 UA.

## Caractéristiques planétaires
L'hypothèse principale faite sur les planètes habitables est qu'elles sont telluriques. De telles planètes, dont la masse serait du même ordre de grandeur que celle de la Terre, sont principalement composées de silicates et n'ont pas conservé des couches gazeuses externes d'hydrogène et d'hélium comme les planètes gazeuses. Une forme de vie qui résiderait dans les couches supérieures de nuages des géantes gazeuses n'est pas exclue, bien que ce soit considéré comme improbable étant donné l'absence de surface solide, donc de milieu fixe préservant une homéostasie, la gravité n'est pas un obstacle majeur. Par contre, les satellites naturels de telles planètes pourraient très bien accueillir la vie ; cependant, il se pourrait bien qu'ils présentent une caractéristique de masse défavorable : ils ne pourraient rarement atteindre et dépasser la masse de Mars (voir la section Masse).
Lors de l'analyse des environnements probablement capables d'accueillir la vie, on distingue en général les organismes unicellulaires tels que les bactéries et les archaea des formes de vie animales, plus complexes. L'unicellularité précède nécessairement la multicellularité dans tout arbre phylogénétique hypothétique et l'apparition d'organismes unicellulaires n'entraine pas nécessairement l'apparition de formes de vie plus complexes. Les caractéristiques planétaires listées plus bas sont considérées comme essentielles pour la vie, mais dans tous les cas, les conditions d'habitabilité d'une planète seront plus restrictives pour les organismes multicellulaires tels que les plantes et les animaux que pour la vie unicellulaire.

### Masse

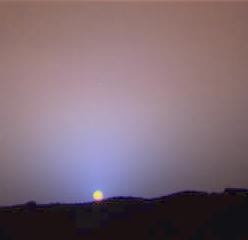
Mars, avec son atmosphère ténue, est plus froide que l'aurait été la Terre à la même distance.

Les planètes de faible masse seraient de mauvaises candidates pour accueillir la vie pour deux raisons. Tout d'abord, leur gravité plus faible tend à rendre leur atmosphère plus ténue. Les molécules constituantes de la vie ont une probabilité beaucoup plus élevée d'atteindre la vitesse de libération et d'être éjectées dans l'espace lorsqu'elles sont propulsées par le vent solaire ou par une collision. Les planètes dont l'atmosphère n'est pas épaisse ne disposeraient pas de suffisamment de matière pour la biochimie initiale, ont peu d'isolation et un mauvais transfert thermique à travers leur surface (par exemple, Mars avec sa fine atmosphère, est plus froide que l'aurait été la Terre à la même distance du Soleil) et moins de protection contre les radiations haute-fréquence et les météoroïdes. De plus, les planètes plus petites ont un diamètre plus petit et donc de plus grands ratios surface-volume que leurs cousines de grande taille. De tels corps ont tendance à voir leur énergie s'échapper beaucoup plus rapidement après leur formation et ont donc peu d'activité géologique. Ils n'ont pas de volcans, de tremblements de terre et d'activité tectonique qui fournissent à la surface des éléments favorisant la vie et à l'atmosphère des molécules régulant la température (comme le dioxyde de carbone).
Le terme « faible masse » n'est que relatif : la Terre est considérée de faible masse lorsqu'elle est comparée aux planètes géantes du Système solaire, mais est la plus grande, la plus massive et la plus dense des planètes telluriques. Elle est suffisamment grande pour que sa gravité retienne son atmosphère et pour que son noyau liquide continue à rester actif et chaud, engendrant ainsi une activité géologique à la surface (la désintégration des éléments radioactifs au cœur de la planète est l'autre source de chaleur des planètes). Mars, au contraire, est presque (ou peut-être totalement) inactive et a perdu la majeure partie de son atmosphère. Ainsi, il semble que la masse minimale d'une planète pour qu'elle soit habitable se situe quelque part entre celle de Mars et celle de la Terre (ou Vénus), ≥ 1/2 masse terrestre (?).
Toutefois, cette règle peut admettre des exceptions : Io, un satellite de Jupiter plus petit que les planètes telluriques, a une activité volcanique intense en raison des contraintes engendrées par l'influence gravitationnelle jovienne. Sa voisine, Europe, pourrait abriter un océan liquide sous sa surface glacée en raison de l'énergie créée par le champ de gravitation jovien et les interactions avec Io et Ganymède. Pour une raison différente, une des lunes de Saturne, Titan, est d'intérêt certain : elle a conservé une atmosphère épaisse et les réactions biochimiques sont possibles dans le méthane liquide à sa surface. Ces satellites sont des exceptions, mais ils prouvent que la masse ne doit pas être considérée comme discriminante en termes d'habitabilité. Il faut aussi spécifier ce qu'on recherche ; possibilité de vie(s), microbiennes, pluricellulaire, ou animale complexe pouvant mener vers une civilisation technologique.
Enfin, une grosse planète aura probablement un grand noyau composé de fer. Ce dernier crée un champ magnétique qui protège la planète du vent solaire, qui en son absence aurait tendance à « éroder » l'atmosphère planétaire et à bombarder de particules ionisées les êtres vivants. La masse n'est pas le seul élément à prendre en compte pour déterminer l'existence d'un champ magnétique. La planète doit aussi avoir un mouvement de rotation suffisamment rapide pour produire un effet dynamo au sein de son noyau.

### Orbite et rotation
Comme pour d'autres critères, la stabilité serait primordiale pour les orbites et la rotation d'une planète afin qu'elle soit habitable. Plus grande est l'excentricité orbitale, plus grande est la fluctuation de la température à la surface de la planète. Bien qu'ils s'adaptent, les organismes vivants ne peuvent supporter une trop grande variation, notamment si celle-ci recouvre à la fois le point d'ébullition et le point de fusion du principal solvant biotique de la planète (sur Terre, l'eau). Si, par exemple, les océans de notre planète se vaporisaient (même partiellement) et congelaient tour à tour, il serait difficile d'imaginer que la vie telle qu'on la connaît aurait pu y évoluer. L'orbite de la Terre est presque circulaire, son excentricité étant de moins de 0,02. Les autres planètes du Système solaire (à l'exception de Mercure) ont des excentricités similaires. Les données recueillies sur les excentricités des planètes extrasolaires ont surpris la plupart des chercheurs : 90 % ont des excentricités plus grandes que celles des planètes du Système solaire, la moyenne étant de 0,25. Cette caractéristique pourrait être due à un simple biais d'observation car une forte excentricité augmente l'oscillation de l'étoile et facilite donc la détection de la planète.
Le mouvement d'une planète autour de son axe de rotation doit sans doute respecter certaines caractéristiques pour que la vie ait une chance d'évoluer.
- La planète ne doit pas conserver une même face tournée vers son étoile, sinon, la face éclairé serait très chaude, desséchée, et la face obscure, gelée, conserverait toute l'eau, sous forme de glace[19].
- Le cycle jour-nuit ne doit pas être trop long. Si un jour prend plus d'une (à 2) semaines (terrestres), la différence de température entre la partie éclairée et la partie sombre sera élevée et les problèmes sont similaires à ceux d'une très grande excentricité orbitale.
- La planète doit avoir des saisons modérées. S'il y a un peu d'inclinaison axiale (par rapport à la perpendiculaire à l'écliptique), les saisons ne seront pas prononcées et un des principaux stimulants du dynamisme de la biosphère disparaitra ; de telles planètes seront en général plus froides que si elles avaient été plus inclinées. Si une planète a une forte inclination, les saisons seront extrêmes et l'homéostasie de la biosphère aura du mal à s'exercer. À l'heure actuelle, les effets exacts de ces changements peuvent seulement être simulés : des études ont montré que même des inclinaisons extrêmes (jusqu'à 85°) pourraient être compatibles avec la vie pourvu « qu'elle n'occupe pas les continents exposés chaque saison à la température la plus élevée »[20].
- L'oscillation doit rester faible. Le cycle de précession de la Terre dure près de 26 000 ans. S'il était beaucoup plus court ou si l'oscillation était plus importante, des changements climatiques importants affecteraient grandement l'habitabilité.

La Lune semble jouer un rôle crucial dans la régulation du climat terrestre en stabilisant l'inclinaison de l'axe de rotation. Il a été suggéré qu'une planète dont l'inclinaison aurait un mouvement chaotique ne pourrait accueillir la vie : un satellite de la taille de la Lune pourrait être non seulement utile, mais même indispensable pour permettre l'habitabilité. Cette thèse est cependant controversée.

### Biochimie
On estime en général que toute vie extraterrestre devrait être bâtie sur la même chimie que celle de la Terre : c'est la thèse émergente du chauvinisme du carbone. Les quatre éléments les plus importants pour la vie terrestre (le carbone, l'hydrogène, l'oxygène et l'azote) sont aussi les quatre éléments chimiques réactifs les plus abondants dans l'Univers. En effet, des molécules prébiotiques simples, telles que les acides aminés, ont été trouvées dans des météorites et dans l'espace interstellaire. En masse, ces quatre éléments constituent environ 96 % de la biomasse terrestre. Les atomes de carbone ont une capacité incomparable à établir des liaisons chimiques entre eux et à former de grandes structures complexes, ce qui les rend idéaux pour être la base des mécanismes complexes qui constituent les êtres vivants. L'eau, composée d'oxygène et d'hydrogène, constitue le solvant dans lequel les processus biologiques et les premières réactions menant à l'apparition de la vie se sont produits. L'énergie provenant de la liaison covalente entre les atomes de carbone et ceux d'hydrogène libérés par la dissociation des glucides et d'autres molécules organiques est le carburant de toutes les formes de vie complexes. Ces quatre éléments s'associent pour former des acides aminés, qui eux-mêmes constituent des protéines, composants essentiels des organismes vivants.
Les abondances relatives des différents éléments dans l'espace ne sont pas toujours similaires sur les différentes planètes. Par exemple, des quatre éléments sus-mentionnés, seul l'oxygène est présent en grande quantité dans la croûte terrestre. Cela peut être en partie expliqué par le fait que beaucoup de ces éléments, tels que l'hydrogène et l'azote, ainsi que d'autres molécules simples, telles que le dioxyde de carbone, le monoxyde de carbone, le méthane, l'ammoniac et l'eau, sont gazeux aux températures élevées. Dans les régions chaudes à proximité du Soleil, ces molécules volatiles n'ont pas joué un grand rôle dans la formation géologique des planètes. Elles étaient en effet piégées à l'état gazeux sous les croûtes nouvellement constituées. Celles-ci sont composées en grande partie de molécules non volatiles sous formes rocheuses, comme la silice (une molécule composée de silicium et d'oxygène dont la grande abondance dans la croûte terrestre explique celle de l'oxygène). Le dégazage des molécules volatiles par les premiers volcans aurait contribué à la formation de l'atmosphère des planètes. L'expérience de Miller-Urey a montré qu'avec un apport d'énergie, les acides aminés pouvaient être synthétisés à partir de molécules simples présentes dans l'atmosphère primaire.
Même ainsi, le dégazage volcanique ne peut expliquer la quantité d'eau des océans terrestres. La majeure partie de l'eau nécessaire à la vie, et peut-être du carbone, est sans doute venue du Système solaire externe où, éloignée de la chaleur du Soleil, elle a pu rester solide. Les comètes, et les chondrites carbonées s'écrasant sur la Terre au début du Système solaire y auraient déposé de grandes quantités d'eau, ainsi que les autres molécules volatiles dont la vie a besoin (dont les acides aminés). Cela aurait permis l'apparition rapide de la vie sur Terre.
Ainsi, bien qu'il soit probable que les quatre éléments principaux soient présents en d'autres endroits, un système habitable aurait besoin d'un apport continu de corps en orbite afin de fournir en éléments les planètes intérieures. Il est possible que la vie telle que nous la connaissons sur Terre n'existerait pas sans l'apport des comètes et des chondrites carbonées. La question de savoir si d'autres éléments pourraient servir de briques de base pour des formes de vie bâties sur une chimie différente reste toutefois débattue.

### Radioactivité naturelle
Le champ magnétique terrestre tire son origine de la chaleur du noyau terrestre qui le rend partiellement liquide. Cette chaleur provient essentiellement de la radioactivité naturelle du potassium 40 ainsi que des chaînes de désintégration du thorium 232, de l'uranium 235 et de l'uranium 238. Il semble que la plage de teneur en ces derniers éléments qui permette la formation d'un champ magnétique soit peu étendue, alors même que l'on observe une grande variabilité de ce paramètre dans les systèmes stellaires proches.

## Autres considérations

### Habitabilité des systèmes autour des naines rouges

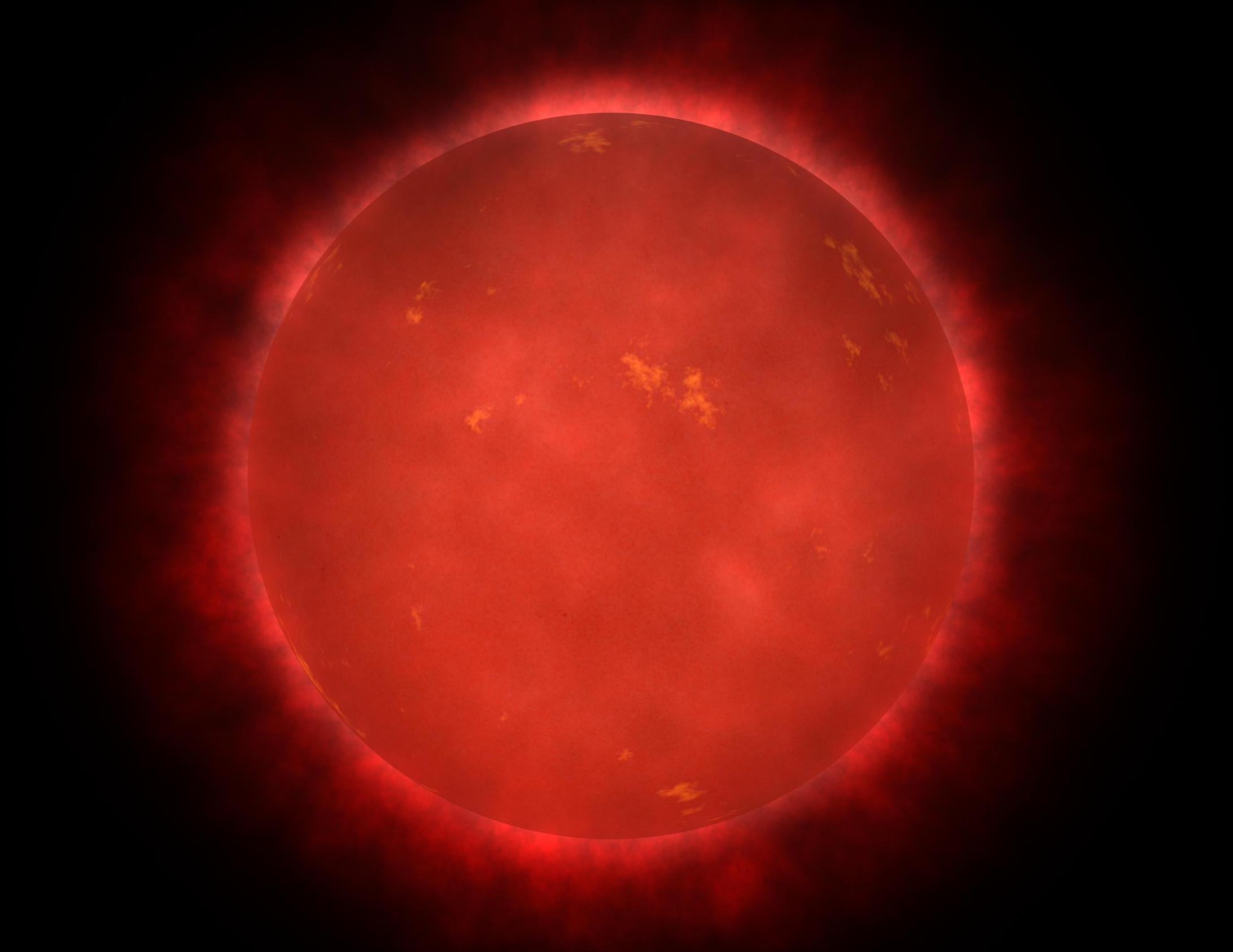
Vue d'artiste d'une naine rouge.

Déterminer l'habitabilité des naines rouges pourrait aider à déterminer si la vie est courante dans l'Univers. En effet, les naines rouges représenteraient 80 à 85 % des étoiles de notre galaxie,, ce qui correspondrait environ à « 160 milliards sur les 200 milliards d'étoiles dans la Voie lactée ».

#### Effet des forces de marée
Pendant des années, les astronomes ont écarté les naines rouges des systèmes potentiellement habitables. Leur petite taille (entre 0,1 et 0,6 masse solaire) correspond à des réactions nucléaires extrêmement lentes : elles émettent très peu de lumière (entre 0,01 et 3 % de celle du Soleil). Toute planète en orbite autour d'une naine rouge devrait être très près de son étoile-hôte pour avoir une température de surface comparable à celle de la Terre : de 0,3 UA (légèrement moins que Mercure) pour une étoile comme Lacaille 8760, à 0,032 UA (l'année d'une telle planète durerait six jours terrestres) pour une étoile comme Proxima du Centaure. À ces distances, la gravité de l'étoile engendre une rotation synchrone par le phénomène de verrouillage gravitationnel. Une moitié de la planète serait constamment éclairée, tandis que l'autre ne le serait jamais. La seule possibilité pour qu'une vie potentielle ne soit pas soumise à une chaleur ou un froid extrême est le cas où cette planète aurait une atmosphère suffisamment épaisse pour transférer la chaleur de l'hémisphère éclairé vers l'hémisphère nocturne. Pendant longtemps, on a supposé qu'une atmosphère aussi épaisse empêcherait la lumière de l'étoile d'atteindre la surface, rendant la photosynthèse impossible.
De récentes[Quand ?] découvertes tendent cependant à contester ce point de vue. Des études menées par Robert Haberle et Manoj Joshi de l'Ames Research Center de la NASA ont montré que l'atmosphère d'une planète autour d'une naine rouge aurait seulement besoin d'être 15 % plus épaisse que celle de la Terre pour permettre à la chaleur de l'étoile de se diffuser sur la face jamais éclairée. L'eau resterait gelée sur cette face dans certains de leurs modèles. Cette marge est par ailleurs tout à fait compatible avec la photosynthèse. Martin Heath du Greenwich Community College a montré que l'eau de mer pourrait également circuler sans geler entièrement du côté à l'ombre si les océans étaient suffisamment profonds sur cette face pour permettre un libre mouvement de l'eau sous la couche de glace située à la surface. Ainsi, une planète avec des océans et une atmosphère appropriés en orbite autour d'une naine rouge, pourrait, au moins en théorie, accueillir la vie.
Par ailleurs, un autre facteur est susceptible de contourner les effets de la nécessaire proximité de l'étoile et donc de l'effet de ses marées : une exolune située en orbite d'une planète de grande taille (par exemple : une géante gazeuse) fera l'objet d'un verrouillage gravitationnel avec la planète elle-même et non avec l'étoile ; de ce fait, l'exolune pourrait bénéficier d'un cycle de jour et de nuit correspondant à sa période de rotation autour de la planète, et perturbé par les éclipses produites régulièrement par cette même planète. Dans le cas où la planète serait située dans la zone habitable de la naine rouge, par exemple après migration planétaire, l'exolune serait elle-même située dans la zone habitable, mais sans verrouillage gravitationnel avec la naine rouge. Une telle exolune aurait une orbite stable à la condition que sa période de rotation autour de la planète soit inférieure à environ 1/9e de la période de rotation de cette même planète autour de son étoile. Toutefois, une trop grande proximité de l'exolune pourrait conduire à un réchauffement par effet de marée susceptible d'être trop important (cf. volcanisme sur Io), et/ou provoquer un emballement de l'effet de serre, étant entendu que ce chauffage serait pérenne dans le cas d'une excentricité orbitale maintenue par un effet de résonance orbitale avec d'autres satellites naturels. La composition de l'exolune dépendrait du processus de sa formation : 
1. dans le cas d'une formation in situ autour de la planète massive avant migration planétaire, elle serait constituée d'une majorité de silicates et d'une quantité importante d'eau (tout comme les satellites galiléens, et une avec une même tendance à produire plusieurs exolunes en résonance orbitale) ;
2. dans le cas d'une capture orbitale, elle pourrait avoir une composition proche de celle de la Terre.

#### Effet sur la photosynthèse
La taille n'est cependant pas le seul critère rendant la présence de vie improbable autour des naines rouges. Une planète autour d'une naine rouge ne serait éclairée que d'un seul côté et donc la photosynthèse serait impossible sur plus de la moitié de sa surface (le côté nocturne et les zones à l'ombre sur la face éclairée). De plus, les radiations d'une naine rouge sont principalement dans l'infrarouge alors que sur Terre, la photosynthèse utilise la lumière visible. Pourtant, une partie de son spectre est bien dans le visible (principalement dans le rouge) et la photosynthèse (terrestre) se fait une bonne part avec cette fenêtre spectrale. De plus, on peut imaginer un système utilisant le proche infrarouge.

#### Variabilité des naines rouges

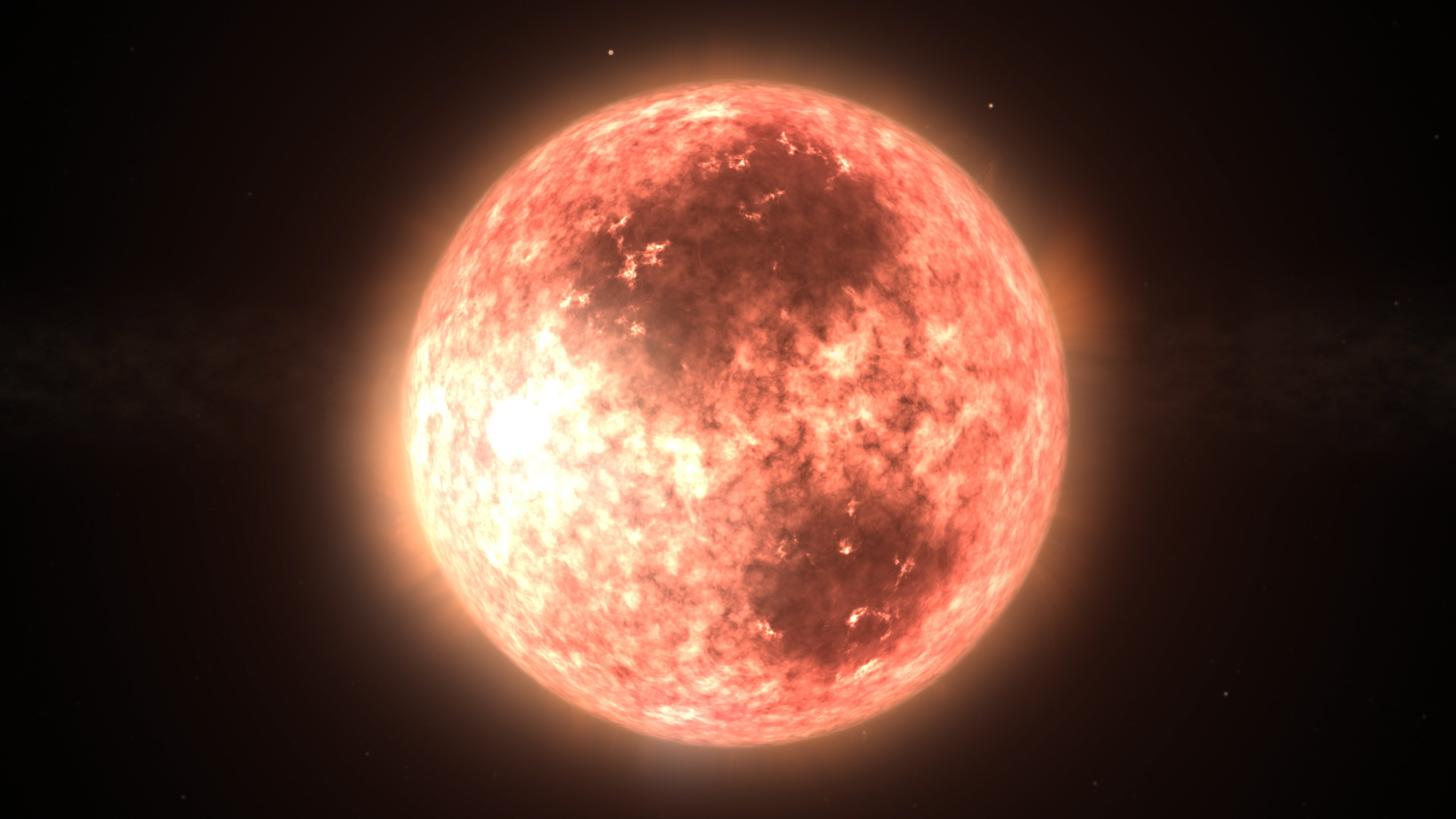
Une illustration de l'étoile AU Mic, de type M (classe spectrale M1Ve) une étoile naine rouge d'un âge de moins de 0,7 % de celui du Soleil. Les zones sombres sont ses taches stellaires.

Les naines rouges sont beaucoup plus variables et violentes que leurs cousines plus grandes et plus stables. Elles sont souvent couvertes de taches stellaires qui peuvent diminuer la lumière émise par l'étoile jusqu'à 40 % pendant quelques mois tandis qu'à d'autres périodes de gigantesques éruptions solaires doublent sa brillance en quelques minutes. De telles variations endommageraient fortement la vie, bien qu'il soit possible qu'elles stimuleraient l'évolution des espèces en augmentant le taux de mutation et en modifiant rapidement le climat.

#### Durée de vie de l'étoile
Les naines rouges ont cependant un avantage majeur sur les autres étoiles comme systèmes hôte de la vie : elles brûlent très longtemps. L'humanité est apparue sur Terre 4,5 milliards d'années après la formation de notre planète et la vie telle que nous la connaissons disposerait de conditions adéquates autour de notre étoile pour seulement 500 millions à moins d'1 milliard d'années supplémentaires. Au contraire, les naines rouges peuvent brûler au moins des dizaines de milliards d'années, car les réactions nucléaires dont elles sont le siège sont beaucoup plus lentes que celles des plus grosses étoiles. La vie y disposerait donc de bien plus de temps pour se développer et pour évoluer. De plus, même si la probabilité de trouver une planète dans la zone habitable autour d'une naine rouge est faible, le nombre total de zones habitables autour des naines rouges est égal à celui des étoiles semblables au Soleil étant donné leur grand nombre.

### Les naines brunes
Les naines brunes sont (peut-être) plus nombreuses que les naines rouges. Cependant, elles ne sont pas considérées comme des étoiles, car elles n'émettent que très peu de chaleur.
En 2004, il est découvert la première exoplanète orbitant autour d'une naine brune, 2M1207 b orbitant autour de 2M1207. La masse de ce corps est estimée entre 3 et 10 masses de Jupiter. Cette observation confirme la possibilité de présence de planètes autour des naines brunes, quoiqu'en théorie leur disque de poussière et de gaz soit peu massif et se dissiperait avant la formation d'une planète de taille importante. Toutefois une naine brune étant beaucoup plus froide que notre Soleil, la zone habitable serait restreinte et très proche de la naine brune, et se réduirait à mesure de son refroidissement. Il est probable que les systèmes autour des naines brunes ne puissent pas héberger la vie, du moins telle que nous la connaissons.

### «Bons Jupiters»

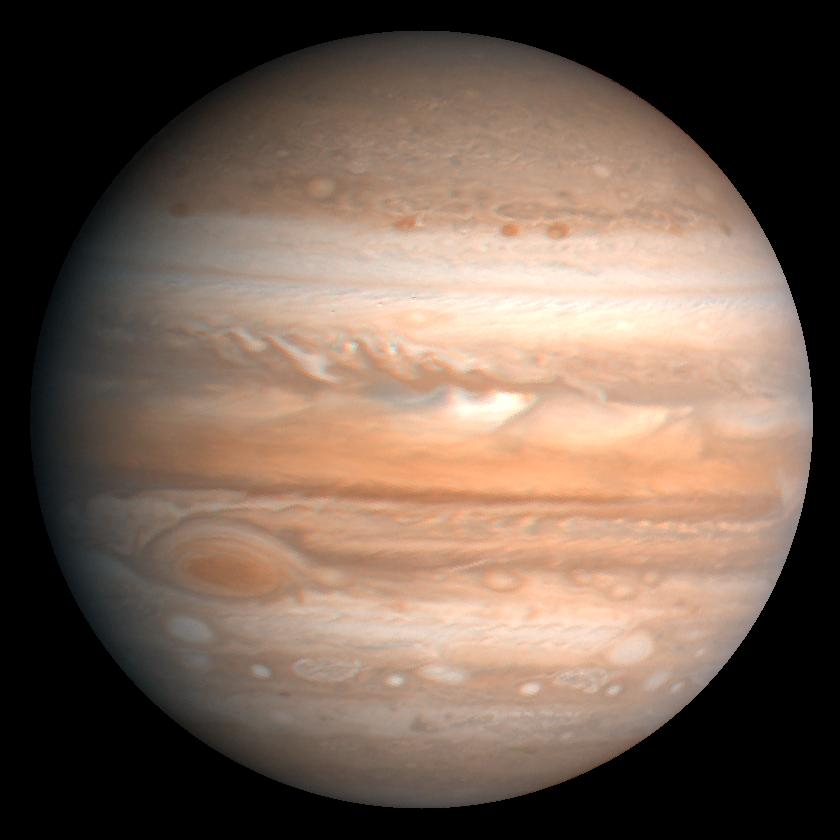
Les planètes géantes gazeuses, comme Jupiter ont un rôle important dans un système stellaire.

Les Bons Jupiters sont des planètes géantes gazeuses, comme la planète Jupiter de notre Système solaire, qui tournent autour de leur étoile sur des orbites circulaires, suffisamment loin de la zone habitable pour ne pas avoir un effet perturbateur, mais suffisamment proches pour « protéger » les planètes telluriques situées sur des orbites intérieures. Tout d'abord, elles stabilisent les orbites de ces planètes, et par là même leur climat. De plus, elles contribuent à limiter le nombre de comètes et d'astéroïdes qui pourraient causer des impacts dévastateurs sur une planète abritant la vie. Jupiter tourne autour du Soleil à une distance environ 5 fois plus grande que ne le fait la Terre (~5,2 ua). C'est à une distance comparable que les scientifiques espèrent trouver des « bons Jupiters » autour d'autres étoiles. Le rôle de Jupiter fut mis en lumière en juillet 1994 lorsque la comète Shoemaker-Levy 9 s'y écrasa. Si la gravité jovienne n'avait pas capturé la comète, celle-ci aurait très bien pu entrer dans le Système solaire intérieur. De plus, il stabilise les astéroïdes en limitant la variabilité de leurs orbites, les plaçant en « familles » délimitées par les lacunes dites « de Kirkwood », réduisant par là la fréquence des impacts sur les planètes telluriques.
Aux premiers âges du Système solaire, Jupiter eut un rôle inverse : elle contribua à augmenter l'excentricité des orbites des objets de la ceinture d'astéroïdes. Un grand nombre d'entre eux s'écrasèrent sur la Terre et lui fournirent de grande quantité d'éléments volatils. Avant que la Terre n'atteigne la moitié de sa masse actuelle, les corps glacés de la région autour de Jupiter et Saturne et de petits corps de la ceinture d'astéroïdes initiale apportèrent de l'eau sur Terre en raison des perturbations gravitationnelles de leurs trajectoires engendrées par Jupiter et Saturne. Ainsi, alors que les géantes gazeuses sont désormais d'utiles protectrices, elles furent importantes en permettant l'apport de matière indispensable à l'habitabilité.

### Le voisinage galactique
Des scientifiques ont aussi émis l'hypothèse que certaines zones de la galaxie (« zones galactiques habitables ») permettent mieux que d'autres l'existence de la vie. Le Système solaire dans lequel nous vivons, dans le bras d'Orion, sur un côté de la Voie lactée, est considéré comme étant un emplacement favorable. Très éloigné du centre galactique, il évite certains dangers :
- Il n'est pas dans un amas globulaire.
- Il n'est pas à proximité d'une source active de rayons gamma.
- Il est éloigné du trou noir supermassif communément associé à Sagittarius A*.
- L'orbite circulaire du Soleil autour du centre galactique ne le fait pas rencontrer un des bras spiraux de la galaxie, où les radiations intenses et la gravitation perturberait considérablement toute forme de vie.

Un isolement stellaire relatif est en définitive ce dont un système où la vie est présente a besoin. Si le Système solaire était entouré de nombreux systèmes voisins, ceux-ci pourraient déranger la stabilité des orbites des objets du Système solaire (notamment les objets du nuage d'Oort et de la ceinture de Kuiper qui pourraient avoir des conséquences catastrophiques s'ils étaient déviés vers l'intérieur du Système solaire). Des proches voisins augmentent aussi la possibilité d'être dans la zone fatale d'un pulsar ou d'une explosion de supernova.

## Indice d'habitabilité planétaire
L'indice d'habitabilité planétaire (en anglais : PHI, Planetary Habitability Index) est un indice proposé par certains exobiologistes et astrophysiciens. Il se distingue de l'indice de similarité avec la Terre, qui offre une vision davantage géocentrée.

## Candidates
- Deux planètes telluriques autour de Gliese 581, une naine rouge à 20,5 années-lumière de la Terre, sont situées dans cette zone habitable[40] : Gliese 581 c, Gliese 581 d. Gliese 581 d orbite à 0,22 UA de son étoile, qui est 77 fois moins lumineuse que le Soleil, ce qui donne une zone d'habitabilité plus resserrée[41].

- Le système planétaire constitué autour de l'étoile HD 10180 comporte lui aussi une planète comprise dans la zone d'habitabilité. Cette planète, HD 10180 g, qui se situe 42,2 % plus loin (de son étoile) que la distance Terre-Soleil, est d'une masse d'environ 21,4 fois celle de la Terre. Une année sur cette planète durerait l'équivalent de 1,65 année terrestre (601,2 jours terrestres).

- La planète Gliese 1214 b est une super-Terre en orbite autour de Gliese 1214, une naine rouge située à 42 al, d'une taille de 21 % de celle du Soleil et d'une luminosité de 0,3 %. Elle est âgée de 6 milliards d'années, soit 1,5 de plus que le Soleil. Gliese 1214 b est peut-être la première planète océan jamais découverte (planète complètement recouverte d'un profond océan d'eau). Elle pourrait porter la vie.

- Une planète gazeuse qui orbite à 0,92 ua autour d'HD 28185, une étoile approximativement comparable au Soleil, se situe dans la zone d'habitabilité de son système stellaire et elle pourrait donc posséder un ou plusieurs satellites naturels potentiellement habitables.

- La planète HD 85512 b située à 36 années-lumière, et d'une masse 3,6 fois plus élevée que la Terre ferait le tour de son étoile, une naine orange HD 85512, en ~54,5 jours (terrestres). Elle se situerait sur le bord inférieur de la « zone habitable » entourant cette étoile. HD 85512 b est bien plus proche de son étoile que la Terre du Soleil, orbitant à 0,26 ua, mais elle reçoit aussi un peu plus de rayonnement de son étoile que la Terre du Soleil. 
 Si cette planète possède une couverture nuageuse de 50 % afin de protéger la surface d'une partie des rayons de l'étoile ainsi qu'une atmosphère quasi identique à celle de la Terre ; compte tenu de ses caractéristiques, la vie pourrait y être possible[42]. Mais il est tout aussi possible qu'elle ait une atmosphère épaisse avec un fort effet de serre, et qu'elle soit en fait une sorte d'exo-Vénus.